# 9193 Geoffreycopland
A 9193 Geoffreycopland (ideiglenes jelöléssel 1992 ED1) a Naprendszer kisbolygóövében található aszteroida. Duncan Steel fedezte fel 1992. március 10-én.